# Epangpalatset
Epangpalatset 阿房宫 (Ēpáng Gōng) var ett kejsarpalats under Qindynastin (221-206 f.Kr.) i Kina. Palatset låg i västra delen av nutida Xi'an cirka 12 km från dagens centrum.
Epangpalatset byggdes av Kinas första kejsare Qin Shi Huangdi för att hedra en kvinna som hette Epang som han älskade.   Byggnationen påbörjades år 212 f.Kr.
700 000 personer arbetade med byggnationen men bara första salen blev klar under Qin Shi Huangdis tid. Salen var dock 700 gånger 115 meter och stor nog för att rymma 10 000  bekvämt sittande personer. Palatset byggdes på ett 1 270 meter lång och 426 meter brett fundament av packad jord. Fundamentet var 12 meter högt. Efter den första kejsarens död 210 f.Kr. fortsatte hans efterträdare Qin Er Shi byggnationen, men en stor del av arbetskraften från palatset flyttades för att färdigställa den avlidna kejsarens mausoleum. Palatset blev aldrig färdigt och när dynastin föll 207 f.Kr. påstås det att Xiang Yu brände ner palatset. Dock har inte arkeologerna funnit några rester efter en stor brand.
Det som finns kvar i dag av Epangpalatset är ett 310 meter långt och 20 meter högt fundament av packad jord. År 1994 blev Epangpalatset erkänt av Unesco som den bäst bevarade och största forntida byggnaden i världen.